# HMS Triumph (1903)
O HMS Triumph foi um couraçado pré-dreadnought operado pela Marinha Real Britânica e a segunda e última embarcação da Classe Swiftsure,  depois do HMS Swiftsure. Sua construção começou em fevereiro de 1902 nos estaleiros da Vickers e foi lançado ao mar em janeiro do ano seguinte originalmente como o Libertad da Armada do Chile, porém foi comprado pela Marinha Real durante sua finalização e comissionado em junho de 1904. Era armado com uma bateria principal composta por quatro canhões de 254 milímetros montados em duas torres de artilharia duplas, tinha um deslocamento de catorze mil toneladas e alcançava uma velocidade máxima de dezenove nós.
O Triumph teve uma carreira tranquila e sem incidentes durante os tempos de paz, servindo primeiro na Frota Doméstica, depois na Frota do Canal, então na Frota do Mediterrâneo e por fim sendo enviado para o Sudeste Asiático em 1913. A Primeira Guerra Mundial começou no ano seguinte e suas primeiras ações foi participar do Cerco de Tsingtao e também da caçada à Esquadra do Sudeste Asiático alemã. Foi transferido em 1915 para atuar na Campanha de Galípoli no Mar Mediterrâneo, dando apoio para operações em terra e bombardeando fortificações otomanas. O Triumph foi afundado durante a campanha em 25 de maio de 1915 depois de ser torpedeado pelo u-boot alemão SM U-21.